# Suzanne Diskeuve
Suzanne Diskeuve foi uma patinadora artística belga. Ela conquistou com Edmond Verbustel uma medalha de bronze em campeonatos mundiais e uma medalha de bronze em campeonatos europeus.

## Principais resultados

### Com Edmond Verbustel
| Campeonato Mundial | Medalha de bronze |  |  |  |  |  |  |  |  |  |  |  |  |  |  |
| Campeonato Europeu | Medalha de bronze |  |  |  |  |  |  |  |  |  |  |  |  |  |  |
|                    |                   |  |  |  |  |  |  |  |  |  |  |  |  |  |  |